# Дикое (озеро, Ярский район)
Ди́кое (удм. Арчан ты) — пресноводное озеро в Ярском районе Удмуртии в 8 км к северо-западу от посёлка Яр. Является памятником природы регионального значения. Площадь поверхности около 4,5 га.

## Географическое положение
Озеро Дикое расположено в северо-западной части Удмуртской Республики, на территории Бачумовского сельсовета Ярского района, в квартале № 204 (по другим данным — № 71) Ярского лесничества. Находится в левобережной пойме реки Чепца, в центре треугольника, образованного населёнными пунктами Елово, Бачумово, Юберки. Окружено ольхово-берёзовым лесом, к югу от озера имеются мелиорационные каналы. На территории ООПТ преобладают сосновые и еловые леса. Размеры озера: длина — около 1 км, ширина — 50-100 м. Глубина — около 7 м. Представляет собой старицу Чепцы.

## Описание
Название озера связывают с его расположением в глубине леса, вдали от населённых пунктов. Водоём имеет низкие берега и торфяное дно, в связи с чем его прозрачные воды кажутся чёрными.
На озере проводятся природоохранные мероприятия с целью сохранения типичных пойменных водных, болотных и луговых комплексов с популяциями редких видов беспозвоночных животных. Зафиксировано обитание трёх видов стрекоз, включённых в красную книгу Удмуртии. Имеется колония серых журавлей.